# Župnija Kresnice
Župnija Kresnice je rimskokatoliška teritorialna župnija dekanije Litija nadškofije Ljubljana.

## Farne spominske plošče v župniji Kresnice
V župniji Kresnice so postavljene Farne spominske plošče, na katerih so imena vaščanov iz okoliških vasi (Golišče, Kresnice, Kresniške poljane, Kresniški vrh, Mala dolga noga in Jevnica), ki so padli nasilne smrti na protikomunistični strani v letih 1942-1945. Skupno je na ploščah 21 imen.